# 瑜伽褲

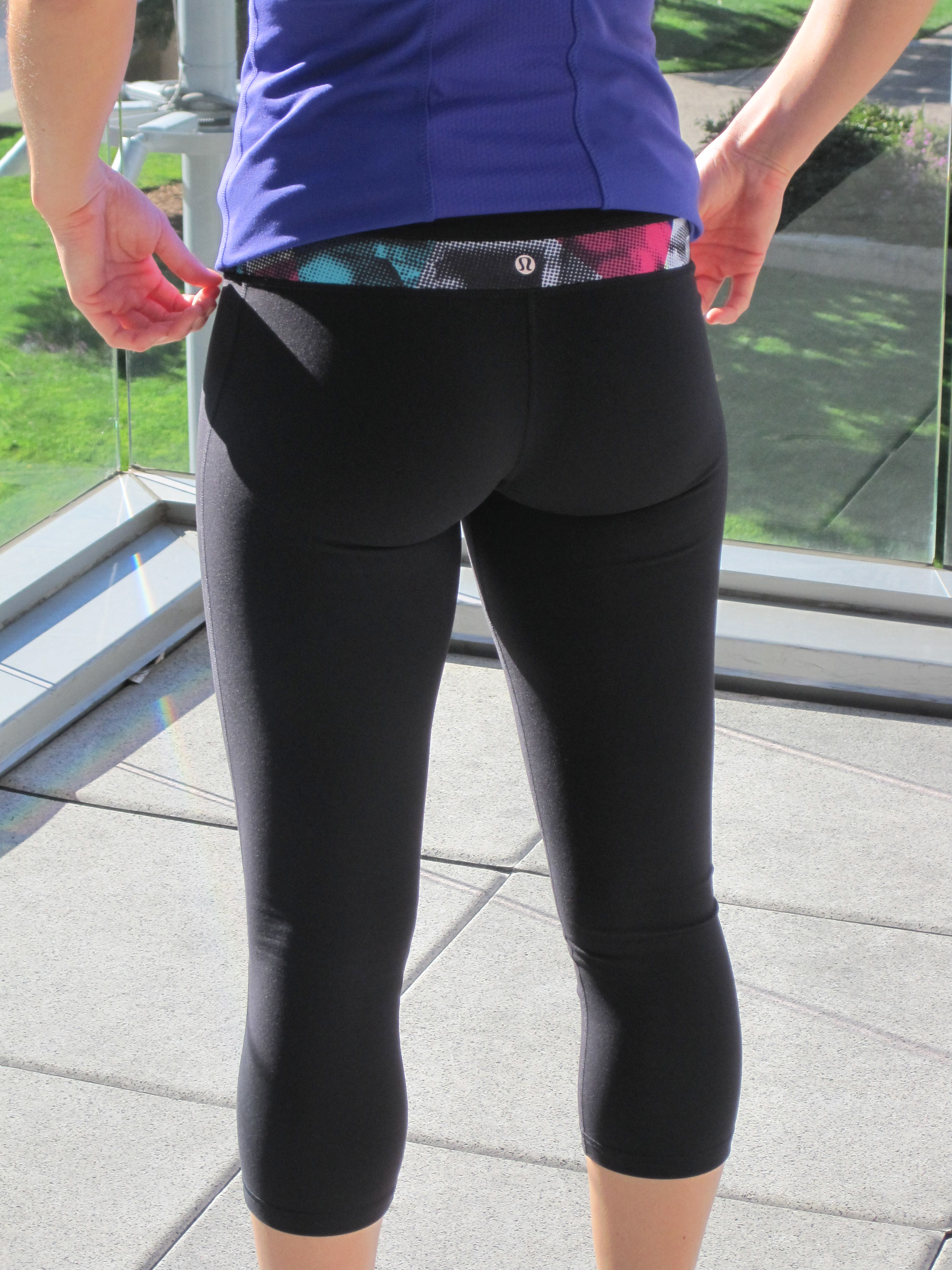
瑜伽褲

瑜伽褲，由露露檸檬聯合創辦人奇普・威爾遜於1998年發明，是高丹尼爾、高彈性的貼身女裝襪褲，最先由尼龍及萊卡所製，及後改用更加透氣及防臭的物料。瑜伽褲本為瑜伽運動時穿著的服飾，隨運動休閒風的興起，已廣被女士於日常中穿著。此舉於美國被受爭議，衛道之士認為瑜伽褲太過貼身，將女性的體態表露無違，有惹人犯罪之嫌。瑜伽褲於2018年的全球銷售額達310億美元。